# Мировой Гран-при по волейболу 1996
4-й розыгрыш Гран-при — международного турнира по волейболу среди женских национальных сборных — прошёл с 30 августа по 29 сентября 1996 года в 9 городах 7 стран с участием 8 команд. Финальный этап был проведён в Шанхае (Китай). Победителем турнира во второй раз в своей истории стала сборная Бразилии.

## Команды-участницы
Россия, Нидерланды — по результатам мирового рейтинга среди команд CEV;
Китай, Япония, Южная Корея — по результатам мирового рейтинга среди команд AVC;
Куба, США — по результатам мирового рейтинга среди команд NORCECA;
Бразилия — по результатам мирового рейтинга среди команд CSV.

## Система проведения розыгрыша
На предварительном этапе 8 команд-участниц выступали по туровой системе. В каждом туре (всего их было четыре) команды делились на четвёрки и проводили в них однокруговые турниры. Все результаты шли в общий зачёт. В играх финального этапа, проходившего по круговой системе, участвовали четыре лучшие команды по итогам предварительного этапа.

## Предварительный этап
30 августа — 22 сентября

### Турнирная таблица
| М | Команда     | И  | В  | П  | С/П   | О  |
| - | ----------- | -- | -- | -- | ----- | -- |
| 1 | Куба        | 12 | 11 | 1  | 33:6  | 23 |
| 2 | Бразилия    | 12 | 9  | 3  | 30:16 | 21 |
| 3 | Китай       | 12 | 8  | 4  | 28:20 | 20 |
| 4 | Россия      | 12 | 7  | 5  | 26:19 | 19 |
| 5 | США         | 12 | 7  | 5  | 28:24 | 19 |
| 6 | Южная Корея | 12 | 3  | 9  | 15:28 | 15 |
| 7 | Нидерланды  | 12 | 2  | 10 | 9:32  | 14 |
| 8 | Япония      | 12 | 1  | 11 | 11:35 | 13 |

### 1-й тур
30 августа — 1 сентября

#### Группа А
Сэндай
30.08: Китай — Куба 3:0 (15:13, 15:8, 15:12); Россия — Япония 3:1 (10:15, 15:12, 15:9, 15:11).
31.08: Китай — Япония 3:2 (10:15, 15:12, 15:10, 9:15, 15:11); Куба — Россия 3:1 (5:15, 15:11, 15:10, 15:12).
1.09: Россия — Китай 3:1 (15:13, 3:15, 15:9, 15:12); Куба — Япония 3:1 (15:11, 12:15, 15:8, 15:13).

#### Группа В
Джакарта
30.08: Нидерланды — США 3:2 (16:17, 15:9, 5:15, 15:13, 15:9); Бразилия — Южная Корея 3:0 (17:16, 16:14, 15:7).
31.08: США — Южная Корея 3:2 (10:15, 9:15, 15:12, 15:11, 15:12); Бразилия — Нидерланды 3:0 (15:9, 15:13, 15:7).
1.09: Южная Корея — Нидерланды 3:1 (15:9, 15:10, 13:15, 15:4); Бразилия — США 3:2 (15:5, 11:15, 9:15, 15:9, 15:12).

### 2-й тур
6—8 сентября

#### Группа С
Осака
6.09: США — Бразилия 3:2 (15:8, 10:15, 5:15, 15:7, 15:9); Россия — Япония 3:0 (15:6, 15:5, 15:11).
7.09: Бразилия — Япония 3:2 (15:2, 7:15, 15:9, 15:17, 15:8); США — Россия 3:0 (15:10, 15:13, 15:13).
8.09: США — Япония 3:1 (15:9, 9:15, 15:4, 15:7); Бразилия — Россия 3:1 (16:14, 14:16, 15:5, 15:13).

#### Группа D
Пекин
6.09: Куба — Южная Корея 3:0 (16:14, 15:12, 15:3); Китай — Нидерланды 3:0 (15:2, 15:5, 15:7).
7.09: Куба — Нидерланды 3:0 (15:5, 15:7, 15:4); Китай — Южная Корея 3:2 (14:16, 15:7, 13:15, 15:9, 15:9).
8.09: Южная Корея — Нидерланды 3:0 (15:11, 15:6, 17:16); Куба — Китай 3:0 (15:3, 15:10, 15:10).

### 3-й тур
13—15 сентября

#### Группа Е
Гонолулу
13.09: Куба — Япония 3:1 (15:3, 15:13, 7:15, 15:8); США — Нидерланды 3:1 (13:15, 15:0, 15:12, 15:9).
14.09: Куба — Нидерланды 3:0 (15:9, 15:10, 15:5); Япония — США 3:2 (15:9, 6:15, 10:15, 16:14, 15:8).
15.09: Нидерланды — Япония 3:0 (15:12, 15:13, 16:14); Куба — США 3:0 (15:10, 15:13, 15:4).

#### Группа F
Макао
13.09: Бразилия — Россия 3:1 (14:16, 15:10, 15:7, 15:12); Китай — Южная Корея 3:1 (15:6, 16:14, 11:15, 15:5).
14.09: Бразилия — Южная Корея 3:0 (15:2, 15:12, 15:5); Китай — Россия 3:2 (15:2, 15:8, 13:15, 13:15, 15:11).
15.09: Россия — Южная Корея 3:0 (17:15, 15:12, 15:10); Китай — Бразилия 3:1 (15:7, 14:16, 15:7, 15:12).

### 4-й тур
20—22 сентября

#### Группа G
Тайбэй
20.09: Куба — Южная Корея 3:0 (15:13, 15:12, 15:10); Бразилия — Япония 3:0 (15:7, 15:8, 15:10).
21.09: Бразилия — Южная Корея 3:1 (15:8, 8:15, 15:8, 15:12); Куба — Япония 3:0 (15:13, 15:11, 15:12).
22.09: Южная Корея — Япония 3:0 (15:3, 15:12, 15:12); Куба — Бразилия 3:0 (15:2, 15:8, 16:14).

#### Группа H
Гонконг
20.09: Россия — США 3:1 (15:13, 12:15, 15:6, 15:10); Китай — Нидерланды 3:0 (15:7, 15:4, 15:6).
21.09: США — Нидерланды 3:1 (15:8, 15:4, 14:16, 15:10); Россия — Китай 3:1 (15:8, 15:9, 16:17, 15:1).
22.09: Россия — Нидерланды 3:0 (15:12, 15:12, 15:10); США — Китай 3:2 (15:11, 11:15, 16:14, 11:15, 15:12).

## Финальный этап
27—29 сентября.  Шанхай.
| М | Команда  | 1   | 2   | 3   | 4   | И | В | П | С/П | О |
| - | -------- | --- | --- | --- | --- | - | - | - | --- | - |
| 1 | Бразилия |     | 3:2 | 3:2 | 3:2 | 3 | 3 | 0 | 9:6 | 6 |
| 2 | Куба     | 2:3 |     | 3:2 | 3:1 | 3 | 2 | 1 | 8:6 | 5 |
| 3 | Россия   | 2:3 | 2:3 |     | 3:0 | 3 | 1 | 2 | 7:6 | 4 |
| 4 | Китай    | 2:3 | 1:3 | 0:3 |     | 3 | 0 | 3 | 3:9 | 3 |

27.09: Бразилия — Куба 3:2 (15:7, 15:9, 7:15, 15:10); Россия — Китай 3:0 (15:5, 15:12, 15:7).
28.09: Куба — Россия 3:2 (13:15, 8:15, 15:9, 15:6, 17:15); Бразилия — Китай 3:2 (13:15, 15:11, 15:5, 15:17, 15:9).
29.09: Бразилия — Россия 3:2 (13:15, 12:15, 15:6, 15:2, 16:14); Куба — Китай 3:1 (15:5, 15:8, 6:15, 15:13).

## Итоги

### Положение команд
| Бразилия       |
| Куба           |
| Россия         |
| 4. Китай       |
| 5. США         |
| 6. Южная Корея |
| 7. Нидерланды  |
| 8. Япония      |

### Призёры
Бразилия: Фабиана Берто, Ана Мозер, Рафаэла Фелис, Ана Алварес, Ана Паула Родригис, Карин Негран, Фернанда Довал, Лейла Баррос, Илма Калдейра, Вирна Дантас Диас, Марсия Кунья, Эриклея Бодзяк (Филу), Ана Флавия Санглард, Фернанда Вентурини, Элия Рожерио ди Соуза (Фофан), Денизе Соуза, Сандра Суруаги, Розанжела Насименто. Главный тренер — Бернардиньо (Бернардо Резенде).
  Куба: Юмилка Руис Луасес, Марленис Коста Бланко, Мирея Луис Эрнандес, Лилия Искьердо Агирре, Идальмис Гато Мойя, Раиса О’Фаррилл Боланьос, Регла Белл Маккензи, Регла Торрес Эррера, Таисмари Агуэро Лейва, Ана Ибис Фернандес Валье, Магалис Карвахаль Ривера, Мирка Франсия Васконселос. Главный тренер — Эухенио Хорхе Лафита.
  Россия: Наталья Морозова, Марина Панкова, Елена Батухтина, Елена Година, Татьяна Меньшова, Евгения Артамонова, Елизавета Тищенко, Мария Лихтенштейн, Юлия Тимонова, Татьяна Грачёва, Любовь Соколова, Инесса Емельянова. Главный тренер — Николай Карполь.

### Индивидуальные призы
MVP:  Лейла Баррос
Лучшая нападающая:  Ана Ибис Фернандес
Лучшая блокирующая:  Ли Янь
Лучшая на подаче:  Ана Флавия Санглард
Лучшая в защите:  Татьяна Грачёва